# Сарко дель Валлье-и-Хюет
1. перенаправление Сарко дель Валье-и-Уэт, Антонио Ремон